# Johannes Prüfer
Johannes Prüfer (* 4. September 1882 in Leipzig; † 9. Juni 1947 in Bad Blankenburg) war ein deutscher Pädagoge und Fröbelforscher.

## Leben und Wirken
In seiner Heimatstadt absolvierte Johannes Prüfer die Bürger- und anschließend die Realschule. Folgend ließ er sich in Grimma zum Lehrer ausbilden. Nachdem er privat die Reifeprüfung nachgeholt und den freiwilligen Wehrdienst abgeleistet hatte, studierte Johannes Prüfer an der Universität Leipzig Pädagogik und Philosophie u. a. bei Georg Witkowski, Emil Jungmann, Karl von Bahder und Karl Lamprecht. 1909 schloss er das Studium mit der Promotion ab. Das Thema seiner Dissertation lautete: Die pädagogischen Bestrebungen Friedrich Fröbels in den Jahren 1836 bis 1842. 1909/1910 unterrichtete er an der Freien Schulgemeinde Wickersdorf, anschließend an einer Realschule in Dresden. Inzwischen verheiratet, übernahm Johannes Prüfer im Sommer 1911 eine Dozentur an der neu gegründeten Hochschule für Frauen zu Leipzig, die im selben Jahr von Henriette Goldschmidt ins Leben gerufen worden war. Dort lehrte er u. a. Erziehungskunde und Kinderpsychologie. Einige Jahre später wurde er zum Verwaltungsdirektor der Frauenhochschule berufen. Daneben leitete er das Institut für Erziehungskunde, das Archiv für Erziehungsfragen und war maßgebend am Auf- und Ausbau eines Erziehungsmuseum beteiligt.
1917 gründete Johannes Prüfer in Leipzig die Deutsche Gesellschaft zur Förderung häuslicher Erziehung, die die seinerzeit hochgeschätzte Fachzeitschrift Eltern und Kind herausgab. Außerdem gab er die im Teubner Verlag erscheinende Reihe Deutsche Elternbücherei heraus, die den Eltern allgemeinverständlich, ohne Fachjargon, neue pädagogische Erkenntnisse vermittelte. Ein besonderes Anliegen war ihm – neben Fröbels Pädagogik –, die Impulse aus Henriette Goldschmidts Pädagogik weiterzuentwickeln.
1933 übersiedelte Johannes Prüfer nach Bad Blankenburg. Dort galt sein Interesse dem Fröbelmuseum, dessen Bestände er katalogisierte und archivierte und in das er die Bestände des von Eleonore Heerwart geschaffenen Fröbelmuseums in Eisenach übernahm. Der Vorstand des Deutschen-Fröbel-Verbandes beauftragte Mitte der 1930er Jahre den hochgeachteten Fröbelforscher, die „arische“ Abstammung von Louise Fröbel geb. Levin, Fröbels zweiter Ehefrau, zu dokumentieren. Die Ähnlichkeit ihres Mädchennamens Levin zum in jüdischen Familien häufigen Namen Levi hatte zu Gerüchten geführt, Louise Fröbel sei möglicherweise jüdischer Herkunft. In einem fragwürdigen Gutachten versuchte Prüfer diese Behauptung zu widerlegen.
Johannes Prüfer hatte sich bis zu seinem Tod mit der biographischen und editorischen Einordnung der Leistungen Friedrich Fröbels befasst:
Prüfers Rang innerhalb der Fröbelforschung ergibt sich aus seinem quellenkritischen Zugriff auf Schrifttum und handschriftlichen Nachlaß Fröbels. Mit Prüfer beginnt quellenkritische Fröbelinterpretation, die Darstellung von Leben und Werk, der Pädagogik Fröbels anhand des authentischen Materials, der Dokumente und Briefe, beginnt biografische Forschung... Verdienst voll bleibt vor allem der Faksimiledruck der Mutter- und Koselieder durch Prüfer.

## Schriften (Auswahl)
- Friedrich Fröbels Wirkungsstätten in Blankenburg. Festschrift zur Einweihung des Fröbel-Hauses in Blankenburg-Schwarzatal am 6. August 1908. Thalacker & Schöffer, Leipzig 1908.
- Die pädagogischen Bestrebungen Friedrich Fröbels in den Jahren 1836–1842. Thormann & Goetsch, Berlin 1909.
- Vorläufer Fröbels. Beyer, Langensalza 1911.
- Friedrich Fröbels Mutter- und Kose-Lieder. Verlag Ernst Wiegandt, Leipzig 1911.
- Kleinkinderpädagogik (= Die Pädagogik der Gegenwart, Bd. 8). Otto Nemnich Verlag, Leipzig 1913.
  - 2. Aufl. unter dem Titel Die Erziehung des Kleinkindes vom Standpunkt der modernen Pädagogik. Otto Nemnich Verlag, Leipzig 1923.
- Friedrich Fröbel. Teubner, Leipzig 1914.
  - 3. Aufl. unter dem Titel Friedrich Fröbel. Sein Leben und Schaffen (= Aus Natur und Geisteswelt. Sammlung wissenschaftlich-gemeinverständlicher Darstellungen, Bd. 82). Teubner, Leipzig 1927.
- Die Kinderlüge. Ihr Wesen, ihre Behandlung und Verhütung. Teubner, Leipzig 1920.
- Die häusliche Erziehung. Aufgaben, Grundsätze und Mittel. Teubner, Leipzig 1920.
- mit Josephine Siebe: Henriette Goldschmidt. Ihr Leben und ihr Schaffen. Akademische Verlagsgesellschaft, Leipzig 1922.
- Geschichte der Kleinkinderpädagogik. Otto Nemnich Verlag, Leipzig 1923.
- Pädagogische Vorträge für Eltern. Teubner, Leipzig 1925.
  - 2. Aufl. unter dem Titel Wie erziehen wir unsere Kinder? Pädagogische Vorträge aus Leben und Erfahrung für Eltern und Lehrer. Teubner, Leipzig 1927, 3. Auflage 1929.
- Erziehung der Jüngsten (1.–3. Lebensjahr). Praktische Eltern-Erfahrungen. Teubner, Leipzig 1930.
- Erziehungskunde auf Erlebnisgrundlage. Für Mütter und Erzieherinnen in Familie und Anstalt. Teubner, Leipzig 1931.